# Ludwig von Lerchenfeld
Ludwig Freiherr von Lerchenfeld (* 27. Januar 1957 in Bamberg) ist ein deutscher Unternehmer und Politiker (CSU). Ab dem 15. Dezember 2011 war er Mitglied des Bayerischen Landtags.
Bei der Landtagswahl 2018 erreichte er nicht die erforderliche Stimmenanzahl und verlor damit sein Landtagsmandat.
Lerchenfeld gehört dem gleichnamigen Adelsgeschlecht an. Er ist Forstwirt und Eigentümer der Freiherr von Lerchenfeldschen Forstverwaltung Heinersreuth bei Presseck. Er ist Mitglied im Ausschuss des Waldbesitzerverbandes und des Grundbesitzerverbandes, im Vorstand der Schutzgemeinschaft Deutscher Wald, im Vorstand des vbw Vereinigung der Bayerischen Wirtschaft e. V. – Bezirk Oberfranken und im Vorstand der Landwirtschaftlichen Sozialversicherung Franken und Oberbayern. Weiterhin engagiert er sich als Patron der evangelischen Kirchengemeinden Presseck und Grafengehaig.
Lerchenfeld ist seit 1996 Mitglied des Gemeinderats in Presseck und des Kreistags im Landkreis Kulmbach. Bei der Landtagswahl in Bayern 2008 kandidierte er als Listenkandidat auf der Wahlkreisliste der CSU im Wahlkreis Oberfranken. Aufgrund des besten Ergebnisses aller Listenkandidaten der CSU in Oberfranken rückte er am 15. Dezember 2011 für Christian Meißner, der das Amt des Landrats im Landkreis Lichtenfels antrat, als Abgeordneter in den Bayerischen Landtag nach. Auch bei der Landtagswahl 2013 zog er wieder mit dem drittbesten Stimmenergebnis aller Listen-Kandidaten in Bayern, über die Oberfranken-Liste in den Bayerischen Landtag ein.
Lerchenfeld ist Mitglied im Ausschuss für Kommunale Fragen, Innere Sicherheit und Sport sowie im Ausschuss für Umwelt und Verbraucherschutz. Er wurde in den Ältestenrat des Bayerischen Landtags berufen und ist stellvertretender Vorsitzender des Arbeitskreises Umwelt der CSU-Landtagsfraktion und ist Gründungsmitglied des Arbeitskreises Energiewende.
Seit 2018 ist er Mitglied der Landessynode der Evangelisch-lutherischen Kirche in Bayern (ELKB).
Laut Spiegel Online war Lerchenfeld 2015 und 2016 deutschlandweit der Landtagsabgeordnete mit den höchsten Nebeneinkünften.